# Миркурбанов, Игорь Витальевич
Игорь Витальевич Миркурбанов (род. 2 октября 1964, Чимкент) — советский, российский и израильский актёр, режиссёр и телеведущий. Заслуженный артист Российской Федерации (2020). Лауреат премий «Золотая маска», «Хрустальная Турандот», Олега Янковского, дважды лауреат премии Олега Табакова, премии «Московского Комсомольца».

## Биография

### Ранние годы
Родился 2 октября 1964 года в Чимкенте.
Учился в нескольких технических ВУЗах. В 1985 году окончил дирижёрский факультет Новосибирской государственной консерватории, кафедру дирижирования — по специальности «дирижёр симфонического оркестра». Затем поступил на режиссёрский факультет ГИТИСа и в 1990 году окончил его по специальности «актёрское искусство» (мастерская А. А. Гончарова и М. А. Захарова).

### Карьера
До 1992 года — актёр Театра имени Маяковского.
С 1992 по 2002 год — актёр театра «Гешер» (Израиль). Был режиссёром и ведущим программ «Двойной удар» и «Тормозов.net» на израильском TV. Преподавал в театральной школе Бейт-Цви. Участник и лауреат престижных Международных театральных фестивалей (Вена, Авиньон, Эдинбург, Париж, Базель, Рим, Мельбурн, Токио, Нью-Йорк). Сотрудничал с театром Хаусманна (Бохум, Германия), Судзуки (Тога, Сидзуока, Япония), Театром на Таганке (Москва).
С 2013 года — актёр МХТ им. Чехова. С 2017 года — в труппе московского театра Ленком. Принимает участие в спектаклях МХТ им. Чехова, театра Олега Табакова, театра на Таганке, мастерской Брусникина, театра на Малой Бронной. В 2021 году участвовал в проекте телеканала «Россия-1» «Танцы со звёздами».

### Личная жизнь
Женат на актрисе Марии Антипп, отец двух сыновей — Андрея (род. 2004) и Фёдора (род. 2017) и дочери Виктории (родилась в один день с отцом 02.10.2021).

## Работы

### Театр
В качестве актёра
Театр имени Маяковского
- 1990 — Розенкранц и Гильдестерн мёртвы (Т. Стоппард) / Актёр (реж. Евгений Арье)
- 1991 — Театр времен Нерона и Сенеки (Э. Радзинский) / Нерон (реж. Андрей Гончаров)

Театр «Гешер», Израиль
- 1992 — Розенкранц и Гильдестерн мёртвы (Т. Стоппард) / Актёр (реж. Евгений Арье)
- 1992 — Идиот (Ф. Достоевский) / Рогожин (реж. Евгений Арье)
- 1992 — Кабала святош, или Жизнь господина де Мольера (М. Булгаков) / Маркиз де Орсиньи (реж. Евгений Арье)
- 1993 — Адам сукин сын (Й. Канюк) / Адам Штайн (реж. Евгений Арье)
- 1994 — На дне (М. Горький) / Васька Пепел (реж. Евгений Арье)
- 1995 — Тартюф (Ж. Б. Мольер) / Тартюф (реж. Евгений Арье)
- 1996 — Город. Одесские рассказы (И. Бабель) / Беня Крик (реж. Евгений Арье)
- 1997 — Три сестры (А. Чехов) / Вершинин (реж. Евгений Арье)
- 1999 — Коварство и любовь (Ф. Шиллер) / Вурм (реж. Леандер Хаусманн)
- 2000 — Дьявол в Москве (М. Булгаков) / Мастер (реж. Евгений Арье)
- 2000 — Москва — Петушки (В. Ерофеев) / Веничка (реж. Игорь Миркурбанов)
- 2001 — Мадемуазель Жюли (А. Стринберг) / Жан (реж. Йоси Израэли)
- 2001 — Сон в летнюю ночь (У. Шекспир) / Оберон (реж. Евгений Арье)
- 2002 — Трёхгрошовая опера (Б. Брехт) / Мэкки-нож (реж. Адольф Шапиро)

Театр на Таганке
- 2007 — Горе от ума (А. Грибоедов) / Чацкий (реж. Юрий Любимов)
- 2007 — Электра (Софокл) / Орест (театр Сузуки — театр на Таганке, реж. Тадаси Судзуки)
- 2019 — Теллурия (по роману В. Сорокина), реж. Константин Богомолов

Московский Художественный театр имени А. П. Чехова
- 2013 — Идеальный муж. Комедия (Сочинение Константина Богомолова по произведениям Оскара Уайльда) / Лорд, звезда шансона (реж. Константин Богомолов)
- 2013 — Карамазовы (Фантазии режиссёра К. Богомолова на тему романа Ф. Достоевского) / Фёдор Павлович Карамазов. Чёрт (реж. Константин Богомолов)
- 2015 — Мушкетёры. Сага. Часть первая (Романтический трэш-эпос по мотивам романа Александра Дюма) / Атос (реж. Константин Богомолов)
- 2019 — Три сестры (А. Чехов), ввод на роль Чебутыкина (реж. Константин Богомолов)

Московский театр Олега Табакова
- 2014 — Чайка. Новая версия (А. Чехов) / Тригорин (реж. Константин Богомолов)

Московский государственный театр Ленком
- 2014 — Борис Годунов (По А. С. Пушкину) / Григорий Отрепьев (реж. Константин Богомолов)
- 2015 — Вальпургиева ночь (По мотивам произведений Венедикта Ерофеева) / Веничка Ерофеев (реж. Марк Захаров)
- 2017 — Сны господина де Мольера (По пьесе М. Булгакова «Кабала святош») / Мольер (реж. Павел Сафонов)
- 2018 — Фальстаф и Принц Уэльский (По мотивам «Хроник» Шекспира) / Король Генрих IV (реж. Марк Захаров)

Мастерская Брусникина
- 2018 — «Ай Фак» (по роману В. Пелевина «iPhuck 10») / Порфирий Петрович (реж. Константин Богомолов); 20 показов в Mercury Tower, Москва-Сити.

Театр на Малой Бронной
- 2020 — «Бульба. Пир» / Готлиб фон Клигенфорс (реж. Александр Молочников)
- 2020 — «Бесы Достоевского» / Верховенский, Лебядкин, Писатель (реж. Константин Богомолов)

В качестве режиссёра
- Москва-Петушки (Венедикт Ерофеев)
- Вишнёвый сад (Антон Чехов)
- Пульса де-нура (Сефер Ецира)
- Все мои сыновья (Артур Миллер)
- Кориолан (Уильям Шекспир)
- Нос (Николай Гоголь)

### Фильмография
- 1991 — За последней чертой — рэкетир Толян
- 1991 — Кровь за кровь — Нарик Миносян
- 1991 — Полтергейст-90
- 1992 — Иди и не оглядывайся
- 2001 — Священная земля — Владимир
- 2001 — Сделано в Израиле — Виталий
- 2001 — Дети с холма Наполеон
- 2002 — Кедма
- 2006 — Вдох-выдох — Михаил
- 2006 — Многоточие — Вадим Петрович
- 2006 — Молодые и злые — Антон Греков
- 2007 — Антидурь — наркобарон Резо Кутаисский
- 2007 — Знак судьбы — Павел Константинович Казанцев
- 2008 — Монтана — Виктор
- 2009 — Промзона
- 2010 — Охотники за караванами — Новиков
- 2010 — Здесь кто-то есть — Александр Дивов / Вадим Семягин
- 2011 — Generation П — Дима Пугин
- 2011 — Здесь кто-то есть: Искупление
- 2011 — Знахарь 2: Охота без правил — Батыр
- 2011 — Лектор — сотрудник Моссада
- 2011 — Сплит — Манфред
- 2011 — Жених
- 2012 — Дикий 3
- 2012 — Сила сердца — Андрей Борисович
- 2012 — Любовь с оружием
- 2013 — Братаны 4
- 2013 — Обмани, если любишь — Павел Петрович
- 2013 — Роковое наследство — Александр Павлович Панов (Пан)
- 2014 — Тайна кумира
- 2015 — Каппадокия
- 2016 — Дама Пик — Олег, инвестор оперы и владелец казино
- 2016 — Моя революция —  Виктор Михайлович, бизнесмен
- 2016 — Наваждение — Вадим Викторович Носков, старший следователь Следственного комитета РФ
- 2016 — Отражение радуги — Борис Пронин, психотерапевт
- 2016 — Учитель в законе. Схватка — Константин Александрович Луговской («Лужа»), криминальный бизнесмен
- 2016 — Дом фарфора
- 2016 — Икария
- 2018 — Звоните ДиКаприо! — Сергей Семёнович, криминальный бизнесмен
- 2018 — Спящие-2 — Павел Резник
- 2018 — Теория вероятности (Игрок) — Александр Михайлович Глебов («Пастырь»), хозяин казино
- 2019 — Битва — Котлов
- 2020 ― Безопасные связи ― Сын
- 2020 — Водоворот — Матас Вилкас
- 2020 — Волк — Нахим Эйтингер
- 2020 — Грозный — Афанасий Вяземский
- 2020 — Хороший человек — Макаров, музыкант
- 2020 — Содержанки 2 — режиссёр
- 2021 ― Инсомния ― Андрей Сергеевич Николаев
- 2021 ― Предпоследняя инстанция ― Демон
- 2022 ― Монастырь ― Питер
- 2022 ― Номинация ― Даниил Соломонович
- 2022 ― Химера ― Карим Рахмонов, криминальный бизнесмен
- 2023 ― Родные люди (новеллы «Санкт-Петербург» и «Москва») ― Серж
- 2023 ― Балет ― Лозовский
- 2024 ― 13 клиническая. Начало
- 2025 ― Вниз

### Концерты
- В декабре 2015 года на сцене театра им. Евг. Вахтангова в рамках проекта «Хрустальные вершины» премии «Хрустальная Турандот» состоялся сольный концерт Игоря Миркурбанова «Неукротимый. Концерт для голоса и сердца».
- В марте 2016 года в Музыкальном театре «Русская песня» прошёл первый сольный концерт Игоря Миркурбанова с оркестром «Red Square Band», в котором были исполнены известные отечественные и зарубежные композиции. Музыкальное направление и стиль концерта сами артисты определяют как «эпический рок».
- 23 апреля 2017 года Миркурбанов и Red Square Band выступили с концертной программой «Блудный сын» в Московском Театре Эстрады.
- 17 ноября 2017 года в сопровождении Red Square Band выступил с концертом в Омске.
- 21 ноября 2017 и 26 февраля 2018 с теми же музыкантами сыграл две концертные программы на сцене Московского театра Ленком.

## Признание и награды

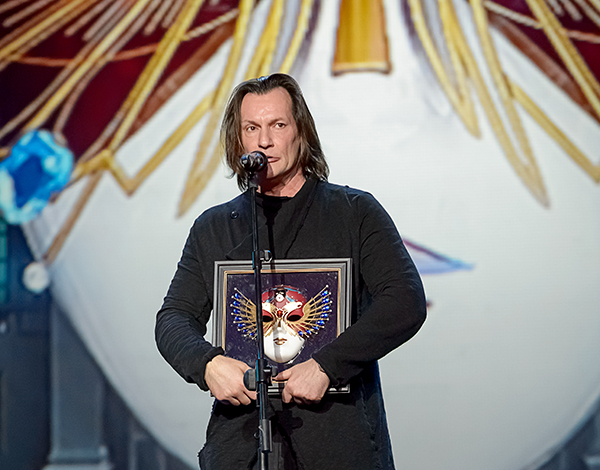
Премия «Золотая маска» 2015 года.

- 2013 — Лауреат премии Олега Табакова — «За умение объединяться вокруг идеи и бесстрашно идти до конца» (в составе команды спектакля Константина Богомолова «Идеальный муж. Комедия» в МХТ им. Чехова).
- 2015 — Лауреат театральной премии «Золотая Маска» в номинации «Драма/мужская роль» за работу в спектакле Константина Богомолова «Карамазовы» в МХТ им. Чехова (Фёдор Карамазов).
- 2015 — Лауреат театральной премии «Хрустальная Турандот» в номинации «Лучшая мужская роль» за работу в спектакле Марка Захарова «Вальпургиева ночь» в Московском театре Ленком (Веничка Ерофеев).
- 2015 — Лауреат премии «Московского комсомольца» в номинации «Лучшая мужская роль» за роль в спектакле Марка Захарова «Вальпургиева ночь» в Московском театре Ленком (Веничка Ерофеев).
- 2016 — Лауреат премии Олега Табакова — «За творческие достижения в спектаклях МХТ им. Чехова».
- 2016 — Лауреат премии Олега Янковского «Творческое Открытие» за роли в спектаклях «Вальпургиева ночь» и «Борис Годунов» театра «Ленком».
- 2020 — Заслуженный артист России[1].